# 口之津駅
口之津駅（くちのつえき）は、長崎県南島原市口之津町西大屋にあった島原鉄道島原鉄道線の駅（廃駅）である。

## 歴史
- 1928年（昭和3年）2月25日：口之津鉄道の駅として開設。
- 1943年（昭和18年）7月1日：会社合併により、島原鉄道の駅となる。
- 1968年（昭和43年）10月1日：貨物取扱廃止。
- 1970年（昭和45年）7月：駅舎新築[1]
- 1971年（昭和46年）8月1日：業務委託駅化。
- 1974年（昭和49年）5月18日：島原寄りに100m移転し、同時に交換設備撤去。
- 1986年（昭和61年）4月1日：10m西側に移転し新駅舎竣工[2]。
- 2001年（平成13年）9月30日：業務委託廃止により無人駅化[3]。
- 2008年（平成20年）4月1日：島原外港 - 加津佐間廃線に伴い、廃駅となる。

## 駅構造
単式ホーム1面1線を有する地上駅であった。無人駅。2009年（平成21年）11月に駅舎が解体された。現在はバス車庫となっている。

## 利用状況
営業最終年度である2007年度の年間乗車人員は16,184人、降車人員は16,604人であった。
| 年度               | 年間 乗車人員 | 年間 降車人員 |
| ------------------ | ------------- | ------------- |
| 1997年（平成09年） | 29,223        | 30,210        |
| 1998年（平成10年） | 22,727        | 24,285        |
| 1999年（平成11年） | 20,052        | 20,383        |
| 2000年（平成12年） | 19,919        | 19,840        |
| 2001年（平成13年） | 20,112        | 19,954        |
| 2002年（平成14年） | 23,716        | 22,980        |
| 2003年（平成15年） | 21,749        | 20,594        |
| 2004年（平成16年） | 17,650        | 16,646        |
| 2005年（平成17年） | 13,998        | 12,776        |
| 2006年（平成18年） | 13,909        | 12,665        |
| 2007年（平成19年） | 16,184        | 16,604        |

## 駅周辺
住宅が多い。コンビニ等もある。1572年（天正7年）に口之津港へ異人船が到来したことに因み、駅前に大きな異人像がある。
駅前には、島原鉄道バス「口之津車庫前」バス停・フェリー乗り場（道路を挟んだ反対側に新築移転）があり、また、島原鉄道バスの口之津営業所が当駅横にあり、路線バスの運行上の拠点となっている。
- 国道251号
- 口之津港
  - 島鉄フェリー：鬼池港（熊本県天草市）行
- 南島原市口之津総合支所（旧・口之津町役場）
- 南島原市立口之津小学校
- 南島原市立口之津中学校

### バス路線
島鉄バス
- 加津佐海水浴場・小浜・愛野・諫早駅方面
- 有家・島原港・島原駅方面
- 原城温泉・西望公園方面
- 原山方面
- 大屋・早崎循環

## 隣の駅
島原鉄道
島原鉄道線
東大屋駅 - 口之津駅 - 白浜海水浴場前駅